# Керексизов, Ташкул Джанузакович
Ташкул Джанузакович Керексизов (кирг. Ташкул Жанузакович Керексизов; 26 декабря 1948, Балыкчи, Иссык-Кульская область, Киргизская ССР — 7 мая 2021, Бишкек, Кыргызстан) — киргизский общественный и государственный деятель, меценат, филантроп, визионер, депутат Жогорку Кенеша третьего созыва.

## Биография
В 1972 году окончил факультет товароведения Кыргызского государственного университета.
В 1981 г. окончил Высшую партийную школу в городе Алма-Ата (Казахская ССР).
С 1972 г. — в системе потребительской кооперации Киргизской ССР и в системе советских органов:
В 1972—1977 гг. — товаровед аппарата Киргизпотребсоюза, в 1977—1980 гг. — заместитель председателя Правления Панфиловского райпотребсоюза, в 1980—1982 гг. — председатель правления Панфиловского райпотребсоюза, 1990—1992 гг — председатель правления Московского окружного потребительского союза, а с 1996 г. — президент Союза кооперативов Кыргызстана.
В 1982—1983 гг. — заместитель председателя исполкома Панфиловского районного совета, в 1985—1990 гг. — инспектор планово-финансового отдела Комитета народного контроля Киргизской АССР, в 1992—1994 гг. — консультант по экономическим вопросам промышленного предприятия Казахстана, в 1994—1996 гг. — управляющий делами Администрации Президента Кыргызской Республики.
С 1996 г. на руководящих должностях в системе государственной власти Кыргызстана, с 1996 по 1997 год — губернатор Таласской области.
В 1996—1998 гг. — советник Президента Кыргызской Республики на общественных началах, в 1998—1999 гг. — директор государственной таможенной инспекции при Министерстве финансов Кыргызской Республики.
В 1999—2000 гг. — председатель фонда государственного имущества — министр Кыргызской республики. В 2001 г. — председатель Государственной комиссии при Правительстве Кыргызской Республики по государственным закупкам и материальным резервам.
С 2005 по 2007 г. — депутат Жогорку Кенеша третьего созыва.
Скончался 7 мая 2021 года, похоронен на Ала-Арчинском кладбище.

## Общественная деятельность
Создатель комплексов Рух-Ордо и Аалам-Ордо на Иссык-Куле. Вдохновитель и создатель Кыргызского культурного центра на территории Китайской Народной Республики (г. Атуш в кыргызской автономной области КНР), нацеленных на повышение культурного самосознания кыргызского народа. Внёс значительный вклад в возрождение Кыргызского духа в мировой культуре, а также в укрепление связей между народами, духовными и религиозными лидерами. 
Автор идеи и создатель Айкол-Ордо, Бишкек, КР.
Автор идеи и создатель Комплекса Элим-Ордо, с.Талды Суу. Ысык-Кульская Область. КР
Автор идеи и создатель Комплекса Дордой Номад ,с.Бостери. Ысык-Кульская Область. КР.

## Награды и звания
Действительный член Международного Сообщества Академия Творчества - 1997г.
Грамота за большой вклад в развитие физической культуры и сотрудничество. Международная конфедерация Спортивных Организаций.
Почётный член Федерации "Панкратион" Республики Кыргызстан - 1999г.
Звание Почётного Доктора Европейского Университета как выражение официального признания выдающихся научных заслуг и успехов в достижении благородных идеалов развития науки, как знак почёта и принятия в ряды самых достойных представителей Университета. Европейский Университет-2002г.
Диплом Международной Академии Наук о Природе и Обществе, почётное звание и знак "Рыцарь Науки и Искусств" - 2003г.
Награждён почётным орденом Русской Православной Церкви Святого Благоверного Князя Даниила Московского III - степени - 2003г.
Кавалер ордена «Манас» III степени  - 2004г.
Указом Президента Кыргызской Республики присвоен чин Государственного советника государственной службы Кыргызской Республики II-класса - 2005г.
Международная Академия Наук  Природы и Общества. Действительный член Академии по отделению Евразийских исследований - 2005г.
Почётный 5-Дан-годан. Чёрный пояс мастерской степени, эксперт в области национальных видов спорта и духовной культуры Азии, Департамент Спорта и Физической культуры КР - 2005г.
"Меценат Года - 2005г" Журнал Замандаш - 2005г.
"Золотая медаль" в знак признания особых заслуг в развитии торгово-экономического сотрудничества государств участников СНГ. Совет руководителей Палат СНГ.
"Ардак" медаль за вклад в укрепление правопорядка, МВД Кыргызской Республики - 2009г.
Орден Академии Ак шумкар, Общественный Фонд "Акыйкат Нуру".
Диплом за воплощение в жизнь уникального проекта "Айкол Ордо".
Диплом почётного члена союза архитекторов Кыргызской Республики.
Почётная награда Российской Академии Естественных Наук, Крест "За заслуги".
"Кылымдын Залкары" Общественный Фонд "Асылзат Нуру" - 2019г.
Звание "Почетный Гражданин Ысык-Кульской области" Государственная Администрация Ысык-Кульской Области КР - 2021г.
Юбилейная медаль Государственной таможенной службы при Министерстве финансов Кыргызской Республики "30-лет Таможенной службе Кыргызской Республики" - 2022г.
Диплом "Человек Года", Республиканская Общественно-политическая газета Жаны Ордо.